# Cosme Damian Racines Almedilla
Mons. Cosme Damian Racines Almedilla (* 27. září 1959, San Miguel) je filipínský římskokatolický duchovní a biskup Butuanu.

## Život
Narodil se 27. září 1959 v Capayas (San Miguel).
Studoval filosofii v Semináři Jana XXIII. v Malaybalay a teologii v Semináři svatého Josefa v Quezon City. Dne 4. srpna 1987 byl vysvěcen na kněze a inkardinován do diecéze Talibon. Stal se farním vikářem ve farnosti svatého Augustina ve Valencii. Následující rok byl jmenován prokurátorem a spirituálem v Semináři Jana XXIII., a roku 1989 byl jmenován ředitelem semináře. Působil v dalších farnostech diecéze, jako ředitel Holy Child Academy v Ubay a nemocniční kaplan. Před jmenováním biskupem sloužil ve farnosti Dítěte Ježíše v Ubay.
Dne 25. března 2019 jej papež František jmenoval biskupem Butuanu. Biskupské svěcení přijal 25. června z rukou arcibiskupa Antonia Javellana Ledesmy a spolusvětiteli byli biskup José Araneta Cabantan a biskup Daniel Patrick Yee Parcon.